# Rosa Petit
Rosa Verónica Petit De Castillo es una política venezolana, actualmente diputada suplente de la Asamblea Nacional por el estado Amazonas.

## Carrera
Petit fue electa como diputada suplente por la Asamblea Nacional por el estado Amazonas para el periodo 2016-2021 en las elecciones parlamentarias de 2015, en representación de la Mesa de la Unidad Democrática (MUD). En 2019 Petit fue incluida en una lista presentada por la diputada Delsa Solórzano de diputados, entre principales y suplentes, que han sido víctimas de «violaciones de sus derechos humanos, así como de amenazas, intimidación o suspensión ilegal de su mandato en el actual período legislativo». El 12 de agosto del mismo año anunció su decisión de unirse al partido Un Nuevo Tiempo junto con otros diputados y dirigentes. En 2022 se encontró entre las representantes de organizaciones y pueblos indígenas en Venezuela que suscribieron un documento en el que condenaban el asesinato de cuatro indígenas yanomami el 20 de marzo por parte de las Fuerzas Armadas.